# 골드코스트 클리퍼스
골드코스트 클리퍼스(Gold Coast Clippers)는 1989년 창단한 구 ABL의 프로 야구 팀이다. 오스트레일리아 골드코스트를 연고로 하고 있었으며 홈구장은 캐러라 스타디움이다. 1990년 시즌 이후 매각되어 다이쿄 돌핀스로 변경되었다.

## 같이 보기
- 오스트레일리아 야구 리그 (1989년–1999년)